# Гвардейцы короля
«Гвардейцы Короля» (англ. The King's Guard) — исторический приключенческий фильм 2000 года, главные роли в котором исполнили Эрик Робертс, Рон Перлман и Лесли-Энн Даун.

## Сюжет
Принцесса Гвендолин вынуждена бегством спасаться от вооруженных разбойников. В сопровождении придворной дамы и семерых гвардейцев короля, она укрывается в лесу среди древних развалин. Беглецам удалось захватить с собой приданое принцессы — сундук, наполненный золотом. Вскоре принцесса и её верноподданные оказываются в окружении пятидесяти бандитов, намеревающихся завладеть золотом. Среди лесных разбойников принцесса узнает Талберта, начальника королевской охраны. Все думают, что Талберт нарушил присягу, принесенную королю, ради легкой наживы, только Гвендолин знает, что она сама для Талберта — дороже золота. Когда-то Талберт делал предложение принцессе, но она отказала ему. Капитан гвардейцев отправляется на переговоры с преступниками, но вместо переговоров завязывается неравная битва…

## В ролях
| Актёр                | Роль                |
| -------------------- | ------------------- |
| Эрик Робертс         | Августус Талберт    |
| Рон Перлман          | Лорд Мортон         |
| Лесли-Энн Даун       | Королева Беатрис    |
| Эшли Джонс           | Принцесса Гвэндолин |
| Маттиас Хьюз         | Ангус               |
| Тревор Сент-Джон     | капитан Рейнолдс    |
| Роберт Гудвин        | сэр Роберт          |
| Кристин Хаджи        | Роксана             |
| Джеральд Патрик Кокс | сэр Джеральд        |
| Эрл Робинсон         | Дональд             |
| Брайан Казинс        | Отто                |
| Джейсон Льюис        | Уильям              |
| Дэвид Бикрофт        | сержант Драммонд    |
| Абба Элфман          | Адам                |

## Интересные факты
- Слоган фильма — «Какая романтика и приключения без фехтования?»
- Съемки проходили в Сан-Диего, Калифорния, США
- Оператором фильма выступил Дон Фаунтлерой, супруг актрисы Лесли-Энн Даун
- Продолжительность картины — 92 минуты
- Детям до 13 лет просмотр не желателен